# Dick Davies
Richard Allen "Dick" Davies (Harrisburg (Pensilvânia), 21 de janeiro de 1936 - Loudon (Tennessee), 25 de fevereiro de 2012) foi um basquetebolista estadunidense e funcionário da Goodyear Tire and Rubber Company.

## Biografia
Dick Davies era Armador da equipe de Louisiana State, onde também praticava atletismo, passando sem ser selecionado no Draft da NBA. Sendo assim, optou pela de escriturário na Companhia Goodyear, onde passou a defender o Akron Wingfoots na Liga AAU com destaque levando-o a ser escolhido para a seleção estadunidense (composta por amadores e universitários) que conquistou a medalha de ouro disputada nos XVIII Jogos Olímpicos de Verão em 1964 realizados em Tóquio.
Aposentou-se após trinta e dois anos de trabalho e passou a disputar torneios de tênis em sua faixa etária. Dick Davies também é lembrado como veterano de guerra servindo ao Exército dos Estados Unidos na Guerra da Coreia.